# Václav (Film)
Václav ist ein tschechischer Film aus dem Jahr 2007. Der Film ist von der wahren Geschichte eines Autisten inspiriert.

## Handlung
In einem armen tschechischen Dorf lebt der ca. vierzigjährige Václav mit seiner verwitweten Mutter zusammen. Václavs Integration in die Arbeitswelt ist an seiner Behinderung gescheitert. Zwar darf er bei der Kolchose aushelfen und gewinnt durch seine Begabungen als Schütze eine gewisse Sympathie. Dennoch wird ihm die Rolle des Dorftrottels zugewiesen, zumal er sich immer wieder durch Missgeschick und Eigensinn unbeliebt macht.
Das Haus, in dem Mutter und Sohn wohnen, fällt beinahe auseinander. Václav probiert, die notwendigen Reparaturen vorzunehmen, aber er ist dazu nicht in der Lage. Lieber versinkt er in Träume und zerstreut sich mit der Erinnerung an den geliebten verstorbenen Vater, dessen Vergangenheit weitgehend ungeklärt ist.
Sowohl die meisten Dorfbewohner als auch Václavs Bruder František sähen ihn am liebsten in einem Heim, doch wehrt sich die Mutter strikt dagegen. Ihre Aufmerksamkeit gilt vor allem dem schwachen Sohn und sie meint, sie könne die Lage noch meistern. Dabei scheint sie gelegentlich von ihrer Aufgabe heillos überfordert zu sein. Der sensible Václav ist sich der Lage halbwegs bewusst: Die Perspektive, ausgestoßen zu werden, ist für ihn jedenfalls ein Schreckensgespenst.
Eine Wende nimmt die Geschichte, als sich Františeks Partnerin (Lída) und Václav zu nahe kommen: Der ohnehin eifersüchtige František wird von der Wut überwältigt und verprügelt seinen Bruder. Danach kommt es zur Katastrophe: Václav feuert aus Rache mit einer Waffe auf seinen Bruder. Darauf kommt er ins Gefängnis, wo er von anderen Insassen körperlich misshandelt wird. Mit einigen Mühen gelingt es der Mutter, sich eine Handvoll Unterschriften der Dorfbewohner (vor allem der Dorfbewohnerinnen) für eine Petition zusammenzubetteln, damit Václav doch noch begnadigt wird. 
Erst im Abspann wird erläutert, dass das Vorhaben der Mutter in der Realität gelungen ist: Václavs Befreiung wird somit nicht gezeigt.

## Produktionshintergrund und Kritik
Rückblickend wird ein gesellschaftlicher Querschnitt des Landlebens zwischen Kommunismus und Marktwirtschaft zur Zeit des tschechoslowakischen Präsidenten Havel präsentiert, der am Anfang der 90er-Jahre eine in dieser Geschichte angedeutete Amnestie gewährt hatte.
In diesem Zusammenhang skizziert das Werk den grundsätzlichen Spagat zwischen Härte und Milde eines Urteils. Die Darsteller der beiden Geschwister, Ivan Trojan und Jan Budař, wurden mit dem Böhmischen Löwen prämiert; für ihre Darstellung der Mutter wurde Emília Vášáryová auf dem Shanghai Film Festival 2008 als Beste Darstellerin mit dem Golden Goblet Award ausgezeichnet.